# Michele Sanmicheli
Michele Sanmicheli (San Michele Extra, 1484-1559) est un architecte maniériste de l'école véronaise du XVIe siècle qui a introduit la culture romaine à Venise. Il est également l'un des pères du tracé à l'italienne.

## Biographie
Michele Sanmicheli apprend les bases de son métier avec son père Giovanni et son oncle Bartolomeo qui travaillent tous deux comme architectes à Vérone. Très jeune, il se rend à Rome, où il aurait assisté Antonio da Sangallo le Vieux, évoluant aussi dans le cercle de Bramante, étudiant ainsi la sculpture et l'architecture classique,.
En 1509, il s'installe à Orvieto, où il exerce pendant les deux décennies suivantes en étant le maître de la construction du Dôme. Ses premiers travaux comprennent la conception initiale de la cathédrale de Montefiascone et dans la même ville, l'église de Santa Maria delle Grazie. À Orvieto, il a conçu et construit l'église de San Domenico. Plusieurs palazzi des deux villes lui sont attribués,.
En 1527, après le sac de Rome, il regagne Vérone et y continue sa carrière. Il y est employé par la république de Venise. Il transforme les fortifications selon le nouveau système des bastions, dont il est l'un des inventeurs. Il construit la Porta Nuova et la Porta Palio, deux portes de la ville de Vérone massivement fortifiées et richement décorées ; Il travaille notamment comme architecte militaire, renforçant les fortifications de la République en Crète, à Héraklion, en Dalmatie, à Corfou, et à Venise même, où il construit un fort sur l’île de Sant'Andrea qui permet de contrôler l'entrée de la lagune,.
Grâce à ses voyages en Crète et à Chypre, Sanmicheli est probablement le seul architecte italien de son époque à avoir une réelle connaissance de l'architecture grecque antique, ce qui pourrait expliquer la présence de colonnes sans bases d'ordre dorique dans ses ouvrages,.
Sanmicheli a exposé ses idées sur l'architecture classique dans I Cinque Ordini dell Architettura (Les Cinq Ordres de l'Architecture),.
Il finit sa carrière avec le projet de l'église circulaire Madonna di Campagna près de Vérone en 1559.

## Œuvres

### Rovigo

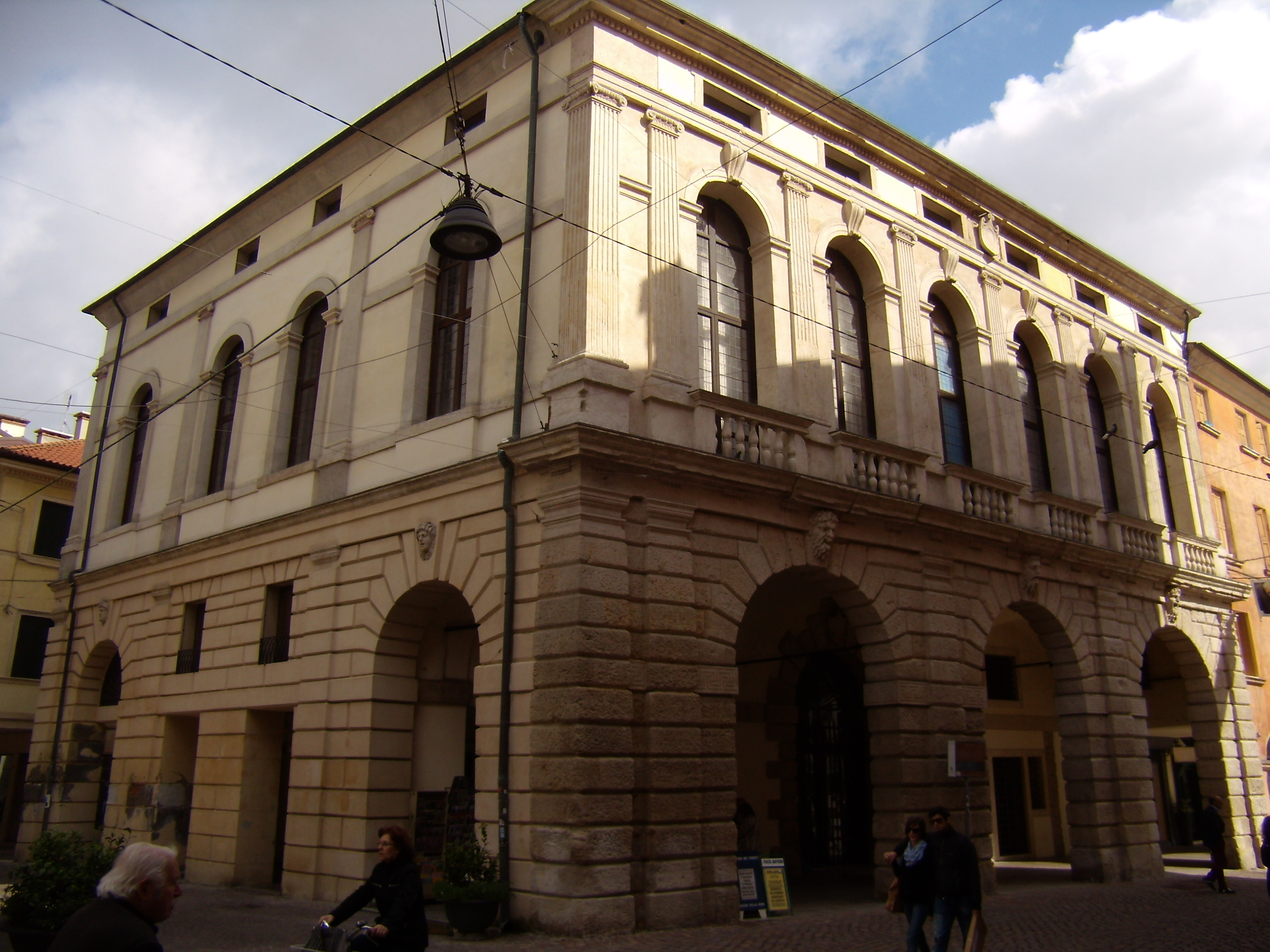
Palazzo Roncale à Rovigo

### Portes de la ville de Vérone
- Porta Nuova (1535-1540)
- Porta Palio (1542-1557)
- Porta San Zeno (1542)

### Palais à Vérone
- Palazzo del Podestà : le portail monumental
- Palazzo Bevilacqua (c. 1532)
- Palazzo Canossa (1532)
- Palazzo Pompei (1555)
- Palazzo Guastaverza (1555)

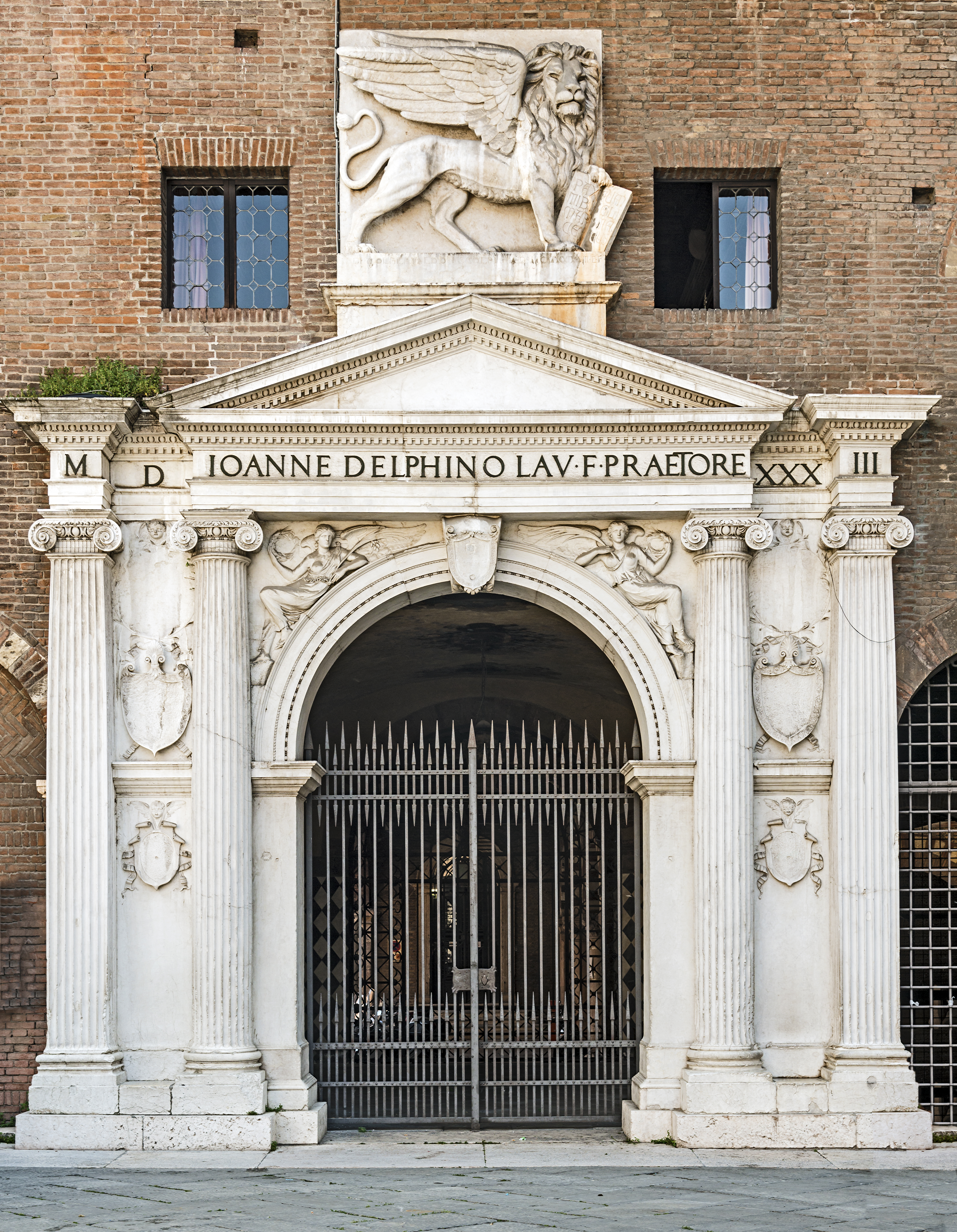
Palazzo del Podestà

### Venise

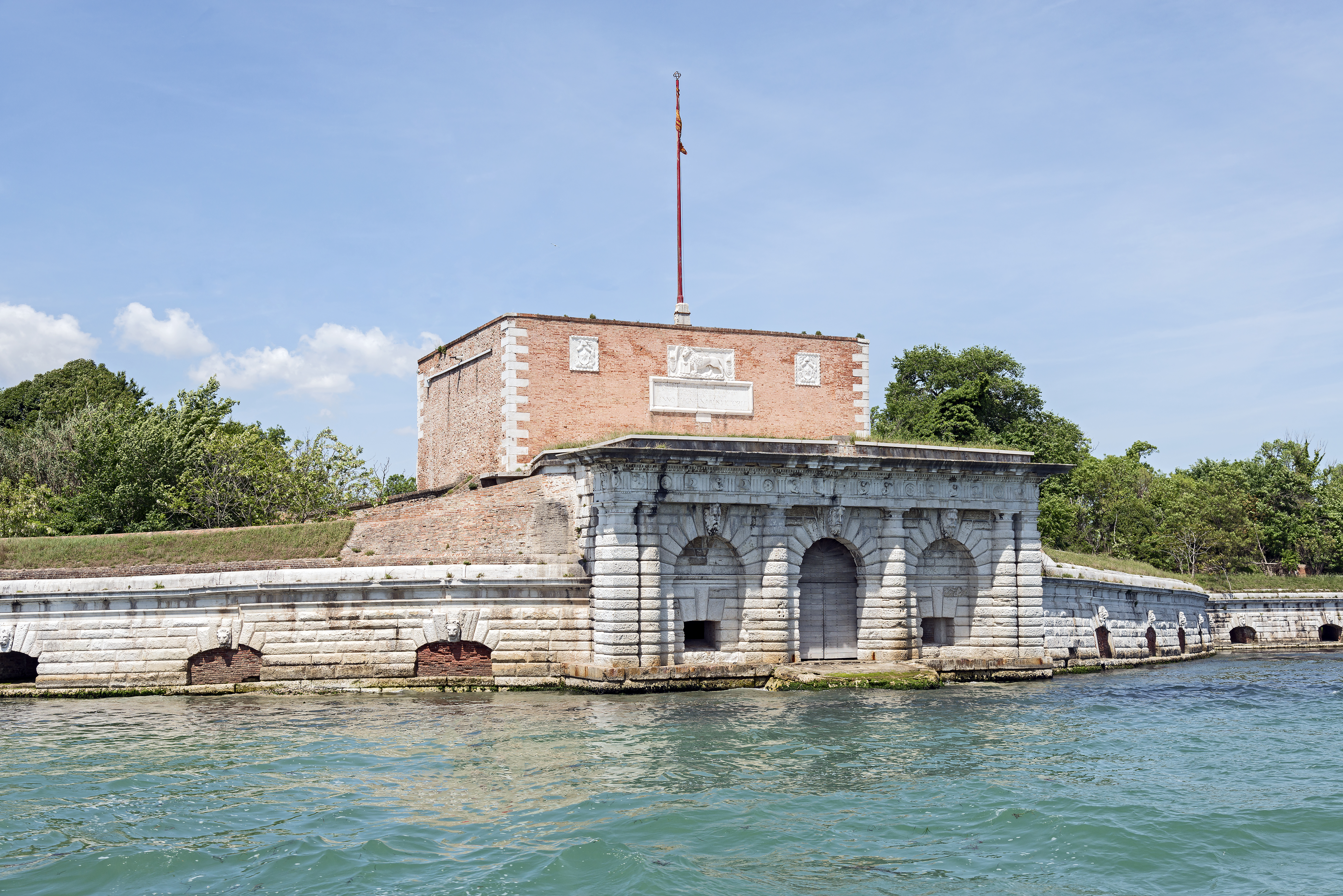
Fort San Andrea
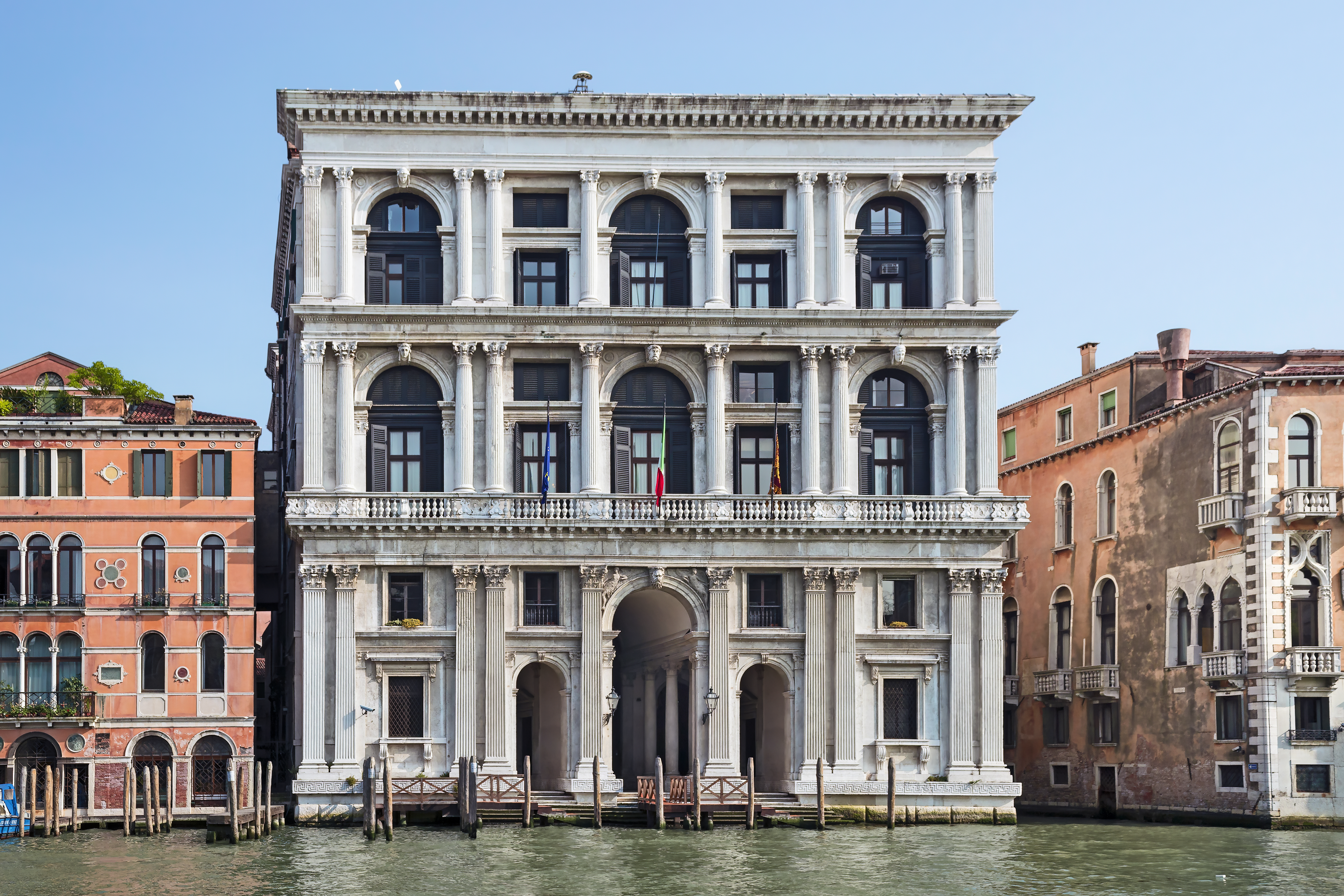
Palais Grimani di San Luca
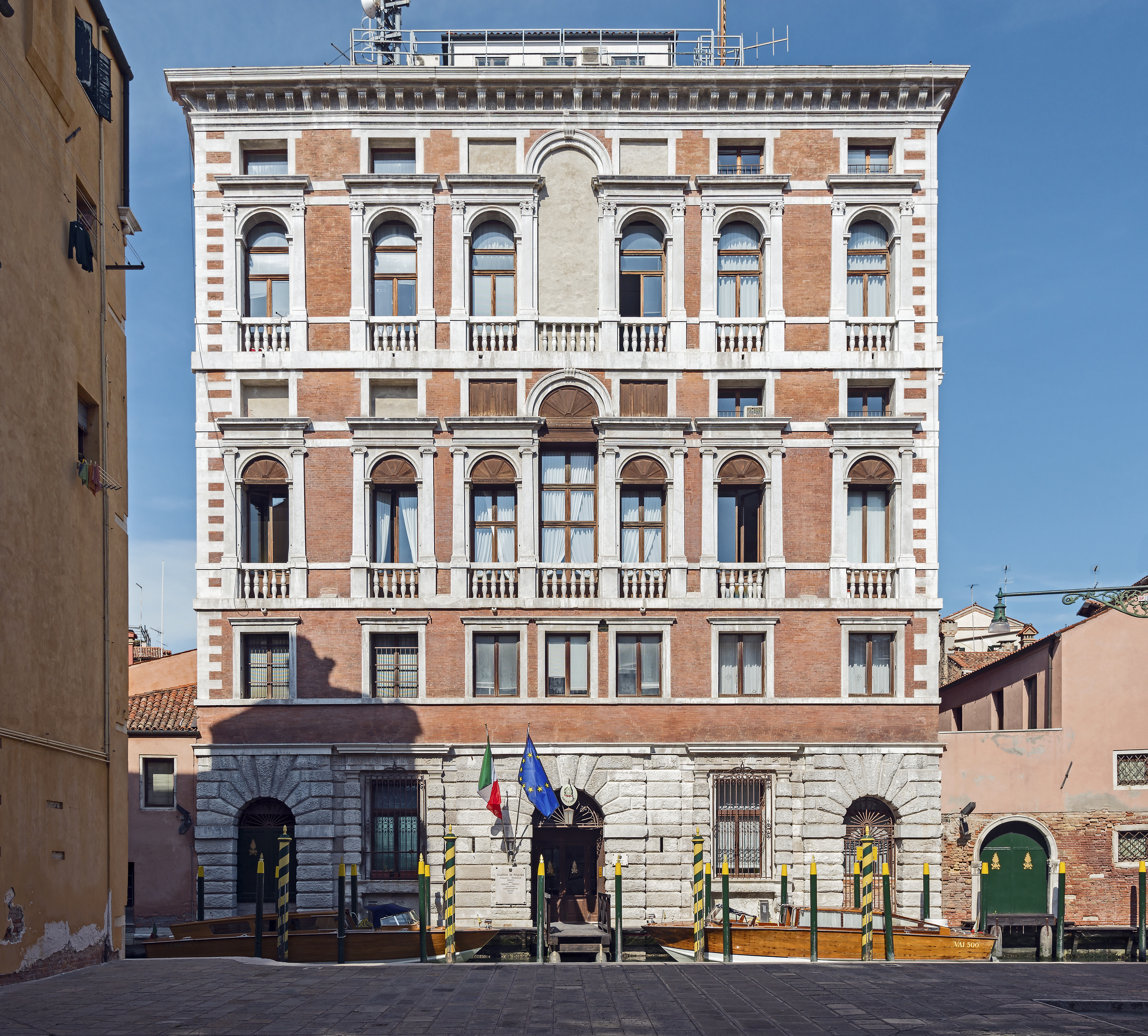
Palazzo palais Corner Mocenigo
- Palazzo Grimani (1556)

- Fort San Andrea
- Palais Grimani di San Luca
- Palais Corner Mocenigo

### Églises et chapelles
- Chapelle funéraire Petrucci à Orvieto (1516)
- Chapelle funéraire Pellegrini in S. Bernardino
- Chapelle a Fumane de la Villa Della Torre
- Sanctuaire-Basilique Santa Maria della Pace au borgo Madonna di Campagna près de Verona (1559)

### À Zadar
- Porta Terraferma

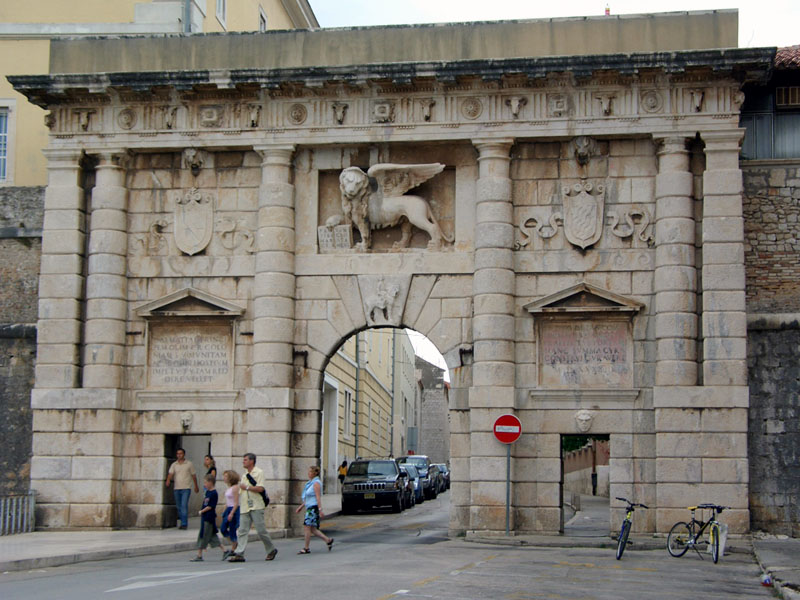
Porta Terraferma à Zadar

### Fortifications
- Vérone (bastions de San Bernardino et de San Zeno)
- Legnano
- Brescia
- Bergame
- Padoue
- Venise (plan du fort Sant'Andrea au Lido)
- Candie (plans de l'enceinte et de la forteresse Rocca a mare)
- Zara[4]